# Campionato mondiale militare di scherma 2010
Il Campionato mondiale militare di scherma del 2010 ("2010 World Military Fencing Championships") è stato organizzato dalla Federazione internazionale della scherma e si è svolto a La Guaira in Venezuela dal 23 al 28 aprile.
Nel fioretto, si sono aggiudicati i titoli di campione e campionessa mondiale militare l'italiano Francesco Archivio, che ha battuto in finale il coreano Sangki Lee, e la polacca Sylwia Gruchala che ha avuto la meglio sull'italiana Marta Cammilletti.
Nella spada il polacco Radoslaw Zawrotniak ha battuto in finale il venezuelano Ruben Limardo-Gascon, ottenendo il titolo mondiale militare maschile, mentre tra le donne la rumena Anca Maroiu ha superato la polacca Magdalena Piekarska.
Nella sciabola il coreano Junghwan Kim prevale sul rumeno Cosmin Hancianu, mentre la statunitense Aleksandra Shelton ha battuto la venezuelana Alejandra Jhonay Benitez-Romero.
Nel campionato mondiale militare a squadre maschili, la nazionale italiana ha prevalso nella finale del fioretto contro la Corea del Sud, mentre la nazionale polacca ha vinto nella spada contro la formazione venezuelana, ed infine la nazionale rumena ha avuto la meglio sulla compagine coreana nella sciabola.
Nel campionato mondiale militare a squadre femminili, la nazionale italiana ha prevalso nella finale del fioretto contro la Polonia, la Romania ha vinto nella spada contro la compagine polacca, ed infine la formazione polacca ha avuto la meglio sulla nazionale venezuelana nella sciabola.

## Podi

### Uomini
| Specialità  | Oro                                                 | Argento                                 | Bronzo                              |
| Individuali |                                                     |                                         |                                     |
| Fioretto    | Francesco Archivio                                  | Sangki Lee                              | Dong Jin Han Michele Pirrazzo       |
| Spada       | Radoslaw Zawrotniak                                 | Ruben Limardo-Gascon                    | Krzysztof Mikolajczak Bas Verwijlen |
| Sciabola    | Junghwan Kim                                        | Cosmin Hancianu                         | Renzo Agresta Alexandru Siriteanu   |
| A squadre   |                                                     |                                         |                                     |
| Fioretto    | Italia Francesco Archivio Michele Pirrazzo -        | Corea del Sud Sangki Lee Dong Jin Han - | Brasile -                           |
| Spada       | Polonia Radoslaw Zawrotniak Krzysztof Mikolajczak - | Venezuela Ruben Limardo-Gascon -        | Svizzera -                          |
| Sciabola    | Romania Cosmin Hancianu Alexandru Siriteanu -       | Corea del Sud Junghwan Kim -            | Venezuela -                         |

### Donne
| Specialità  | Oro                                                             | Argento                                                | Bronzo                                       |
| Individuali |                                                                 |                                                        |                                              |
| Fioretto    | Sylwia Gruchala                                                 | Marta Cammilletti                                      | Carolina Erba Maddalena Tagliapietra         |
| Spada       | Anca Maroiu                                                     | Magdalena Piekarska                                    | Danuta Dmowska-Andrzejuk Ana Maria Popescu   |
| Sciabola    | Aleksandra Shelton                                              | Alejandra Jhonay Benitez-Romero                        | Francesca Buccione Roberta Elefante          |
| A squadre   |                                                                 |                                                        |                                              |
| Fioretto    | Italia Carolina Erba Marta Cammilletti Maddalena Tagliapietra - | Polonia Sylwia Gruchala -                              | Venezuela -                                  |
| Spada       | Romania Anca Maroiu Ana Maria Popescu -                         | Polonia Magdalena Piekarska Danuta Dmowska-Andrzejuk - | Venezuela -                                  |
| Sciabola    | Polonia -                                                       | Venezuela Alejandra Jhonay Benitez-Romero -            | Italia Francesca Buccione Roberta Elefante - |

## Medagliere
| Pos.   | Nazione       | Oro | Argento | Bronzo | Totale |
| ------ | ------------- | --- | ------- | ------ | ------ |
| 1      | Polonia       | 4   | 3       | 2      | 9      |
| 2      | Italia        | 3   | 1       | 6      | 10     |
| 3      | Romania       | 3   | 1       | 2      | 6      |
| 4      | Corea del Sud | 1   | 3       | 1      | 5      |
| 5      | Stati Uniti   | 1   | 0       | 0      | 1      |
| 6      | Venezuela     | 0   | 4       | 3      | 7      |
| 7      | Brasile       | 0   | 0       | 2      | 2      |
| 8      | Svizzera      | 0   | 0       | 1      | 1      |
| 8      | Paesi Bassi   | 0   | 0       | 1      | 1      |
| Totale | Totale        | 12  | 12      | 18     | 42     |